# Brzeszczyny
Brzeszczyny (Duits: Schwillgarben) is een plaats in het Poolse district  Braniewski, woiwodschap Ermland-Mazurië. De plaats maakt deel uit van de gemeente Braniewo en telt 270 inwoners.